# Вінець садибам (книга)
«Вінець садибам» (рос. Венок усадьбам) — посмертне видання рукопису, створеного в ув'язненні Олексієм Гречем 1932 р. і вперше оприлюднене 1995 р.

## Історія рукопису
Під час державних гонінь на етнічних німців автор вперше арештований 1930 року під час чергової експедиції разом із нареченою. Засуджений до ув'язнення в Соловецькому таборі особливого призначення на десять років. Захворів на туберкульоз.
За погіршеним станом здоров'я і як високоосвічена особа переведений на працю бібліотекарем. Аби не божеволіти від стресів в концентраційному таборі, почав з 1932 р. створювати рукопис книжки «Вінець садибам».
Матеріали розбивав на окремі відділки. Нестача необхідних матеріалів обумовила недоробленість розділу з описами садиб Царицино, Биково, Острів, Ока, Ясенєво, Знаменське, Суханово, Константиново, Дубровиці, Івановське. У такому стані Греч і вивіз недороблений рукопис на заслання. У вільний час продовжив виправляти і доробляти тексти, що обумовило появу численних доповнень або поверх первісних рядків, бо на порожніх місцях. Рукопис набув таким чином стану чернетки. Були розпочаті і роботи по передруку текстів в чистовий варіант. Вакханалія арештів в СРСР та постійні стеження служби НКВС за Олексієм Гречем примусили останнього шукати для небезпечного рукопису надійного сховища. Клопіт був вчасним, бо Греч був вдруге заарештований 1937 р. за звинуваченням в шпигунстві на користь Німеччини. А потім розстріляний 7 квітня 1938 року. Тривалий час рік смерті автора був невідомим для дослідників і біографів О. М. Греча.
Довгий час було невідомо, як саме рукопис Олексія Греча потрапив в архіви Державного історичного музею в Москві. Тим більше, що він там ніколи не працював. Це товстий, загальний зошит великого формату з твердою, чорною обкладинкою. Перший аркуш рукопису має запис автора російською «А. Н. Греч. Венок усадьбам. 0(стров) Соловки. 1932.» Більша частина аркушів написана чорнилом, останні п'ять аркушів рукопису — олівцем.
Не знайдено запису про отримання рукопису в реєстраційних журналах музею.
Передивились справи працівників Історичного музею за відповідний період. Там працювало щонайменше три колишні співпрацівники Греча в Товаристві вивчення російської садиби. Це В. К. Крейн, Н. Б. Бакланов та Г. А. Новицький.
- Крейн В. К. був репесований і помер у в'язниці до 1937 р.
- Бакланов Н. Б., сам художник-архітектор за фахом, покинув музей ще 1928 року.
- Новицький Георгій Андрійович (1896—1982), історик, був соучеником Греча в Московському університеті і співпрацівником в Товаристві вивчення садиб. Можливо, саме він, ризикуючи кар'єрою та життям, і приховав небезпечний рукопис в велетенському нерозібраному архіві музею.

Неоприлюднений рукопис з архіву музею був вперше описаний на початку 1990-х рр. головним науковим співробітником Історичного музею А. К. Афанасьєвим. 1995 року виправлений рукопис був вперше оприлюднений в російському виданні альманаха № 32 «Памятники отечества».
Серед чергових передруків — книга АСТ-Пресс, 2009 року.

## Структура російського видання
- Книга «Венок усадьбам» и её автор А. Н. Греч.
- I: Петровское: Ильинское: Усово: Уборы: Введенское: Ершово: Кораллово
- II: Рождествено: Сватово: Никольское-Урюпино: Степановское: Знаменское-Губайлово: Архангельское
- III: Покровское-Стрешнево: Волоколамский уезд: Яропольцы
- IV: Степановское-Волосово: Старица
- V: Торжок: Никольское: Арпачёво: Раёк
- VI: Углич
- VII: Ольгово: Марфино: Вёшки: Михалково: Средниково (Середниково)
- VIII: Кусково. Останкино
- IX: Ахтырка: Абрамцево: Муравино: Саввинское: Глинки
- X: Горенки: Пехра-Яковлевское: Троицкое-Кайнарджи: Фенино. Зенино: Перово: Кузьминки: Москва-река
- (было в работе или недописанное): Царицино: Быково: Остров: Ока: Ясенево: Знаменское: Суханово: Константиново: Дубровицы: Ивановское: Комментарии: Указатель имён.

## Опис твору
Російські садиби, краса і диво російських провінцій та столиць, давно привертали увагу письменників. Первісно їх описували володарі та гості у власних мемуарах. а їх візуальні образи — кріпаки-художники та, іноді, столичні візітери.
Уславлені садибні ансамблі описували як до Олексія Греча, так і після нього. Але ностальгічні описи Олексія Греча, знавця чотирьох мов і історії садибної культури, посіли власне і чесне місце в садибовивченні та краєзнавстві.
Мета рукопису емоційно і чітко подана вже в передмові. Греч записав : 
| 1917 року почалась агонія. 1917 року визначилась приреченість російської садиби і усього з нею пов'язаного. Споруди спустошені, білі колони впали. Стежки парків заросли травами настільки, що через десять років її почали косити. Історія закінчила тут власну книгу, аби розпочати нову. Залишилось написати епілог ... « Дворянське гніздо » поруйноване назавжди. Тригорське згоріло, зруйновані Мара Барятинських, Спаське Тургенєва, Остаф'єво Вяземських... За десять років створено грандіозний некрополь. В ньому — культура двох століть. Тут цвинтар пам'яток мистецтва і побуту, думок і образів, надихавших російську поезію, літературу, музику, громадську думку. На велетенському цвинтарі виросли кропива і бур'яни. Скоро закриють вони гори цегли та щебеню ... Нема над цвинтарем надгробкового каменю ... |
Він і намагався створити той надгробковий камінь власним рукописом. Уважний до всіх складових садибної культури, котра могла підживлювати будь-яку цивілізацію, окрім традицій завойовників і варварів, він болісно описав навіть трагічну долю садибних бібліотек за часів більшовиків — 
| Книги... Їх вивозили із садиб сотнями і тисячами скринь і пакунків в Москву і Петербург, в губернські і повітові центри, де вони, потрощені і нікому не потрібні, лежали купами-стосами в музейних коморах і бібліотечних підвалах. Старі видання, захватані руками невігласів, роздерті на частини, використовували на махорочні закрутки, вщент мололи в паперових млинах. Іноді з них видирали, наче шматки живого м'яса, гравюри і віньєтки, а аркуші с текстами йшли на оклеювання стін під шпалери. Або викидали взагалі на з'їдання мишам в обдертих і засмічених кімнатах. Вітер крізь розбиті вікна сумно розносив порожніми залами роздерті аркуші, наче непотрібне, опале листя стежками непотрібних парків. Отак мовчки і болісно гинули після 1917 року старовинні видання в російських садибах. |

## Історичні краєвиди російських садиб

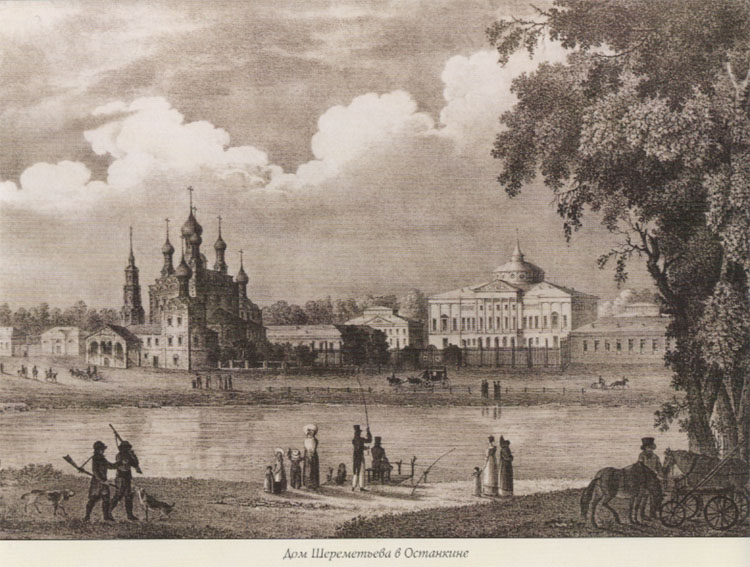
Музей-садиба Останкіно в Москві, стара гравюра.
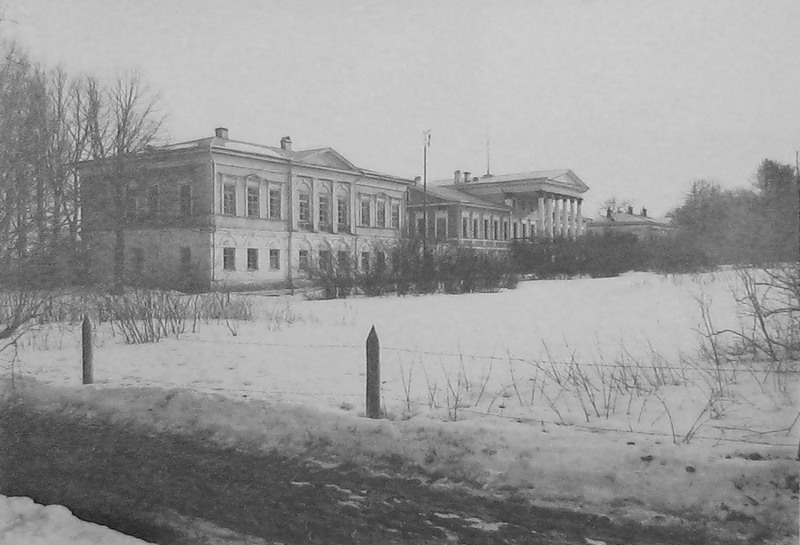
Садиба Дугіно графів Папіних, Смоленська губ. (зруйнована), архівне фото
Худ. Іванов І.О. Садиба Приютіно, акварель. 1825 р. Державний музей О.С. Пушкіна.